# 滿尾君亮
滿尾 君亮（みつお きみすけ、1901年（明治34年）9月5日 - 1994年（平成6年）8月3日）は、日本の政治家、衆議院議員、運輸官僚。

## 人物
満尾彦吉の長男として、鹿児島県鹿児島市上之園町で生まれ。4年生まで中洲尋常小学校に通い、鹿児島県師範学校附属小学校に転校し卒業する。鹿児島県立第二鹿児島中学校 (旧制)を経て第七高等学校造士館 (旧制)文科甲類卒業する。旧制鹿児島二中では、のちの鹿児島市長平瀬實武と同級となる。
1922年（大正11年）東京帝国大学法学部政治学科に入学し。在学中の1925年（大正13年）11月高等文官試験外交科に合格する。1925年（大正14年）に卒業し。鉄道省に奉職する。その年の月に高等文官試験行政科にも合格する。1934年（昭和9年）鉄道省在外研究員として、英米に留学し、1936年（昭和11年）に帰国する。1938年（昭和13年）には、蒙疆聯合委員会交通部顧問に就任する。1940年（昭和15年）鉄道省に復帰し、東京鉄道局監督部長に任じられる。1942年（昭和17年）には台湾総督府に移り、交通局鉄道部長を1944年（昭和19年）まで勤める。そして運輸通信省に復帰し、広島鉄道局長に任じられ。原子爆弾に被爆する。終戦後、運輸省本省の自動車局長、陸運管理局長を歴任。
1947年に退官して、第23回衆議院議員総選挙鹿児島県第1区に日本自由党公認で立候補するが、僅差で次点となり落選。2年後の第24回衆議院議員総選挙も同選挙区に民主自由党公認で立候補し初当選。任期中に民主自由党が自由党に党名変更。 第25回衆議院議員総選挙も同選挙区に自由党公認で立候補するが落選。1953年の第3回参議院議員通常選挙に全国区から無所属で立候補したが落選した。その後は、日本自動車会議所専務、日本道路公団理事、名神高速道路愛知建設所長、同東京支社長を歴任。

## 年表
- 1922年（大正11年）
  - 3月15日　第七高等学校造士館文科甲類を卒業する[4]。
  - 4月　東京帝国大学法学部（英語受験者）に合格する[6]。
- 1925年（大正13年）11月　高等文官試験外交合格[9]。
- 1926年（大正14年）
  - 3月31日　東京帝国大学法学部政治学科卒業[10]。
  - 11月　高等文官試験行政科合格[11]。
  - 12月14日　書記に任じられ、名古屋鉄道局庶務課勤務、その後福井駅助役、浜松駅助役、袋井駅長となる[12]。
- 1928年（昭和3年）2月26日　鉄道局副参事に任じられる[13]
- 1929年（昭和4年）
  - 1月1日現在　名古屋鉄道局静岡運輸事務所[14]。
  - 5月15日　名古屋鉄道局庶務課人事掛長[12]。
- 1931年（昭和6年）10月20日　東京鉄道局鉄務課人事掛長[12]。東京鉄道教習所で「法律、経済」の講師を兼務する[15]。
- 1933年（昭和8年）
  - 3月24日　東京鉄道局運輸課長[16]。
  - 7月1日現在　東京鉄道局千葉運輸事務所長[17]。
- 1934年（昭和9年）6月22日　在外研究員を命ぜられ[12][18]、8月25日出発[19]。
- 1936年（昭和11年）4月18日　在外研究員を終え帰国[20]。
- 1936年（昭和11年）7月15日　鉄道省運輸局自動車課事務官[12]。
- 1937年（昭和12年）11月20日　鉄道局参事、新潟鉄道局運輸部長[12][21]。
- 1938年（昭和13年）
  - 7月23日　東京鉄道局総務部勤務[12][22]。
  - 10月　蒙疆連合委員会交通顧問就任（後に蒙疆自治政府交通部顧問）（原籍は東京鉄道局総務課で継続）[23]。
- 1940年（昭和15年）
  - 6月22日　鉄道省へ復帰。陸運監督官、鉄道省東京鉄道局監督部長[24]。
- 1941年（昭和16年）
  - 7月1日　鉄道省運輸局自動車課長[25]。
  - 10月16日　鉄道省大臣官房現業調査課長[26]。
- 1942年（昭和17年）7月3日　台湾総督府交通局理事、鉄道部長[27]。
- 1944年（昭和19年）
  - 8月16日　運輸通信省鉄道総局総監官房鉄道監[28][29]。
  - 11月8日　広島鉄道局長[30]
- 1945年（昭和20年）8月25日　運輸省自動車局長[31]。
- 1946年（昭和21年）2月1日　運輸省陸運監理局長[32]。
- 1947年（昭和22年）2月7日　依願免官（退職）[33]。

## 栄典
位階
- 従七位　1929年（昭和4年）2月1日[34]。
- 正七位　1930年（昭和5年）7月15日[35]。
- 従六位　1932年（昭和7年）7月15日[36]。
- 正六位　1935年（昭和10年）2月1日[37]。
- 従五位　1938年（昭和13年）1月22日[38]。
- 正五位　1943年（昭和17年）6月15日[39]。

勲等
- 勲六等瑞宝章　1939年（昭和14年）7月1日[40]。
- 勲五等瑞宝章　1942年（昭和17年）9月8日[41]。
- 勲四等瑞宝章　1943年（昭和18年）3月9日[42]。